# Vadillo de la Sierra
Vadillo de la Sierra es municipio de España perteneciente a la provincia de Ávila, en la comunidad autónoma de Castilla y León. Se encuentra a 160 km de Madrid y a 40 km de Ávila. Cuenta con una población de 51 habitantes (INE 2024).

## Geografía
La localidad está situada a una altitud de 1349 m s. n. m. Por el término municipal pasa el río Margañán que nace en el de Villanueva del Campillo. Entra en el término de Vadillo de la Sierra por Prado Casero, atravesando los siguientes pagos: La Pesquera, los Pacederos donde recibe por la margen derecha el arroyo de Valdespinar y el de Santa Lucía que viene de la vertiente norte de Cerro de Berrueco Negro (1608 m), La Salamanca donde recibe por la margen derecha aguas del Cerro de las Cinco Fuentes (1464 m); los Vallejones, Álamos Blancos, El Berrueco donde recibe por la margen izquierda el agua del regato de los Guijos, El Colmenar y Senara Nueva.
| Noroeste: Cabezas del Villar      | Norte: Hurtumpascual | Noreste: San Juan del Olmo |
| Oeste: Villanueva del Campillo    |                      | Este: Muñana               |
| Suroeste: Villanueva del Campillo | Sur: Villatoro       | Sureste: Poveda y Amavida  |

## Demografía
Vadillo de la Sierra cuenta con una población de 51 habitantes (INE 2024).
| Gráfica de evolución demográfica de Vadillo de la Sierra entre 1842 y 2021                                            |
| |
| Población de derecho según los censos de población del INE. Población de hecho según los censos de población del INE. |

## Cultura

### Fiestas
- Las fiestas patronales se celebran el primer fin de semana de septiembre, en honor al Santísimo Cristo del Humilladero.
- Fiestas en agosto: (fin de semana del 15) organizadas por la Asociación Cultural Humilladero-El Caño.